# Українківська сільська рада
Українківська сільська рада (до 1960 року — Пинязевицька сільська рада, у 1960—2010 роках — Українська сільська рада) — колишня адміністративно-територіальна одиниця та орган місцевого самоврядування у Малинському районі Малинської, Коростенської і Волинської округ, Київської й Житомирської областей Української РСР та України з адміністративним центром у с. Українка.

## Населені пункти
Сільській раді були підпорядковані населені пункти:
- с. Українка

## Населення
Відповідно до результатів перепису населення СРСР, кількість населення ради станом на 12 січня 1989 року становила 1 099 осіб.
Станом на 5 грудня 2001 року, відповідно до перепису населення України, кількість мешканців сільської ради становила 931 особу.

## Склад ради
Рада складалася з 14 депутатів та голови.

## Історія
Утворена 1923 року як Пинязевицька сільська рада, в складі с. Пинязевичі та хуторів Антонів і Морсівка Малинської волості Радомисльського повіту Київської губернії. 7 березня 1923 року включена до складу новоутвореного Малинського району Малинської округи. Станом на вересень 1924 року в підпорядкуванні ради значилися хутори Билинка, Костючевське Болото, Кримське, Попівщина, Рутче, Скакунка, Суківка, Теребиж, Токареве Болото та Хрестище, на 17 грудня 1926 року — хутори В'язенське, Гостинишне, Грузький Чагар, Канючин Ліс, Красноборське Болото, Курганці, Острів, Петрівський, Просінське, Річка, Широка Долина; хутори Билинка та Рутче не перебували на обліку населених пунктів. На 1 жовтня 1941 року хутори Антонів, В'язенське, Гостинишне, Грузький Чагар, Канючин Ліс, Костючевське Болото, Красноборське Болото, Кримське, Курганці, Морсівка, Острів, Петрівський, Попівщина, Просінське, Річка, Скакунка, Суківка, Теребиж, Токареве Болото, Хрестище та Широка Долина не перебували на обліку населених пунктів.
Станом на 1 вересня 1946 року сільська рада входила до складу Малинського району Житомирської області, на обліку в раді перебували с. Пинязевичі, хутори Гранкар'єр, Щебзавод та залізничний роз'їзд Пинязевичі.
11 серпня 1954 року, відповідно до указу Президії Верховної ради Української РСР «Про укрупнення сільських рад по Житомирській області», підпорядковано с. Городище ліквідованої Городищенської сільської ради Малинського району. 5 березня 1959 року, відповідно до рішення Житомирського облвиконкому № 161 «Про ліквідацію та зміну адміністративно-територіального поділу окремих рад області», до складу ради включено с. Федорівка Ворсівської сільської ради Малинського району. 29 червня 1960 року, відповідно до рішення Житомирського облвиконкому № 683 «Про об'єднання деяких населених пунктів в районах області», хутори Гранкар'єр та Щебзавод об'єднано в с. Гранітне. 5 серпня 1960 року, відповідно до рішення Житомирського облвиконкому № 824 «Про перейменування деяких сільських рад в районах області», сільську раду перейменовано на Українську через перейменування її адміністративного центру на с. Українка. Тоді ж, відповідно до рішення Житомирського облвиконкому № 830 «Про віднесення деяких населених пунктів Володарсько-Волинського і Малинського районів до категорії робітничих селищ», с. Гранітне віднесене до категорії робітничих селищ.
На 1 січня 1972 року сільська рада входила до складу Малинського району Житомирської області, на обліку в раді перебували села Городище, Українка, Федорівка та селище Гранітне.
3 березня 1973 року с. Городище включене до меж міста Малин. 3 березня 1987 року, відповідно до рішення Житомирського облвиконкому № 61 «Про деякі зміни в адміністративно-територіальному устрої Житомирського і Малинського районів», с-ще Гранітне віднесене до категорії селищ міського типу, утворено Гранітненську селищну раду з підпорядкуванням смт Гранітне та с. Федорівка.
18 березня 2010 року, відповідно до рішення Житомирської обласної ради, сільську раду перейменовано на Українківську.
Виключена з облікових даних 17 липня 2020 року. Територію ради та с. Українка, відповідно до розпорядження Кабінету Міністрів України № 711-р від 12 червня 2020 року «Про визначення адміністративних центрів та затвердження територій територіальних громад Житомирської області», включено до складу Малинської міської територіальної громади Коростенського району Житомирської області.